# ماري آن ويتبي
ماري آن تيريزا ويتبي (بالإنجليزية: Mary Anne Whitby)‏ (ولدت عام 1784 وتوفيت عام 1850)، المولودة باسم ماري آن سيموندز، هي كاتبة إنجليزية ومالكة أرض وفنانة، وأصبحت لاحقاً خبيرة بتربية دودة القز، وفي ثلاثينيات القرن التاسع عشر، أعادت طرح عملية إنتاج الحرير من دودة القز في المملكة المتحدة. وخلال أربعينيات القرن التاسع عشر، عملت مع عالم التطور تشارلز داروين على إجراء تجارب تربية دودة القز، وساعده ذلك على تطوير نظرياته المتعلقة بالاصطفاء الطبيعي.

## حياتها المبكرة
ولدت ماري آن تيريزا سيموندز عام 1784، وهي ابنة ضابط البحرية الملكية الرُبّان توماس سيموندز ، أما شقيقها الأكبر، ويليام، فشغل لاحقاً منصب مسّاح في البحرية. وبحلول نهاية القرن الثامن عشر، تزوّجت ماري آن من الربان توماس ويتبي، وأنجبت منه ابنة واحدة. وكان ويتبي ربّان سفينة القائد الأميرال ويليام كورنواليس، وعندما تقاعد الأخير من منصب قائد أسطول قناة المانش (وتُدعى أيضاً القناة الإنجليزية، أو بحر المانش) في أوائل عام 1806، دُعي ويتبي وعائلته للانتقال إلى قرية ميلفورد للعيش هناك، وتسلّم منصب الأميرال السابق. وللأسف، توفي توماس ويتبي في السادس من شهر نيسان، أي بعد فترة قصيرة من انتقاله، لكن ماري آن بقيت إلى جانب كورنواليس خلال فترة تقاعده، حيث كان الأخير مصاباً بالاكتئاب، خاصة أنه أمضى معظم حياته في البحار، لذا لم يملك علاقات اجتماعية واسعة، ولم يتزوّج طيلة فترة حياته.
وعندما توفي كورنواليس في شهر تموز من عام 1819، ورثت ماري آن جميع أملاك كورنواليس، وذهب جزء من الميراث إلى ويليام سيموندز، شقيق ماري، والذي استغل ما حصل عليه ليشق طريقه في مجال الهندسة المعمارية البحرية.
ورثت ويتبي أيضاً عقار Milford Baddesley، أي أصبحت مالكة لعددٍ كبير من العقارات والممتلكات في المنطقة، واستمرّت بالعيش هناك حتى وفاتها. وفي عام 1827، تزوّجت ابنتها تيريزا من المبجّل فريدريك ريتشارد ويست، وهو عضو في برلمان دائرة دينباي Denbigh، وأحد أقرباء إيرل دي لا وير. أما أولادهما، فأخذوا كنية كورنواليس، وأشهرهم كان ويليام كورنواليس ويست، الذي أصبح عضواً في البرلمان أيضاً.

## إنتاج الحرير من دودة القز
في عام 1835، كانت ويتبي في رحلة إلى إيطاليا، حيث سمعت قصصاً هناك عن رجل أعمالٍ إنجليزي جنى أرباحاً ملموسة من دودة القز في مزرعة توتٍ قرب مدينة ميلان الإيطالية. وهكذا، صممت ويتبي على تجربة المشروع ذاته، لكن في إنجلترا، حيث أملت أن تجلب هذه الصناعة مجدداً إلى بلدها، وأن توفر فرص عمل للنساء الفقيرات، إلى جانب تحقيق ربح مادي بلا شك. وكما أوضحنا سابقاً، لم يكن إنتاج الحرير شيئاً جديداً في إنجلترا، حيث حاول الملك جيمس الأول إنتاج الحرير وجلب التوت والديدان إلى إنجلترا في أوائل القرن السابع عشر، وبالرغم من نمو النباتات هناك، لكن تربية الديدان لم تُفلح.
استغرقها الأمر عقداً كاملاً حتى تمكّنت من الحصول على منتج حريري صالح للاستخدام الاقتصادي. وكانت أكبر المشكلات التي واجهت ويتبي هي معالجة الحرير الخام، وليست تربية ديدان القز كما حصل سابقاً. لكنها ثابرت على عملها، وأنتجت عام 1844 عشرين ياردة من البروكار الدمشقي، حيث قدمتها كهدية إلى الملكة فيكتوريا.

## عملها إلى جانب داروين
قرأت ويتبي عام 1846 ورقة عن تربية ديدان القز في إحدى اجتماعات الجمعية البريطانية لتقدم العلوم في مدينة ساوثامبتون. حيث التقت هناك العالِم تشارلز داروين، والذي طلب منها لاحقاً إجراء مجموعة من التجارب على إمكانية التوريث لدى ديدان القز، ليتعرّف على إمكانية انتقال بعض السمات والخصائص، كعدم الاحتواء على القز مثلاً، من جيل لآخر من الديدان –“فحتى أنشر عملي بعد عدة سنوات من الآن، لن يكون هناك أي معلومات حقيقية في عالم الحشرات”. كما طلب داروين منها بعض النصائح والإجابات عن بعض الأسئلة، كسلوك الأنواع المختلفة من الفراشات أو إمكانية طيران العثة المدجنة.
قدّمت ويتبي لداروين مجموعة من عينات العث، موثقة مثنوية الشكل الجنسية، ووعدته بإجراء المزيد من الأبحاث المفصلة. حيث ساعدت تجاربها الانتقائية المتعلقة بالتزاوج، وعلى مر السنتين التاليتين، في استنتاج داروين أن السمات تُورّث في مرحلة اليرقة، وهو ما نشره لاحقاً في كتاب “تنوّع الحيوانات والنباتات تحت التدجين” في عام 1868.